# Гатри, Джеймс (политик)
В википедии есть статья о тёзке данной персоны — художнике
Джеймс Гатри (англ. James Guthrie; 5 декабря 1792, Кентукки — 3 марта 1869, Луисвилл, Кентукки) — американский юрист, политик и государственный деятель.

## Биография
Гатри учился в военной академии Макаллистера в Бардстауне, в 1812 году на плоскодонке перевозил торговые грузы в Новый Орлеан, затем изучал юриспруденцию. В 1817 году он открыл юридическую практику в Бардстауне, в 1820 году был назначен окружным прокурором штата и переехал в Луисвилл. С 1827 по 1831 годы Гатри был членом палаты представителей штата, с 1831 по 1840 годы — членом сената штата. Позже Гатри руководил железнодорожной компанией, был инициатором слияния нескольких институтов в Луисвиллский университет, президентом которого он являлся с 1847 года и до конца своей жизни. С 1853 по 1857 годы Гатри занимал должность министра финансов в кабинете Франклина Пирса. На национальном собрании Демократической партии 1860 года Гатри рассматривался в качестве кандидата в президенты, однако он со значительным отставанием уступил на голосовании Стивену Дугласу. В 1861 году предпринимал попытки по недопущению гражданской войны. В 1865 году Гатри был избран в Сенат США, но в 1868 году досрочно сложил с себя полномочия из-за ухудшения здоровья.